# Lecanicillium evansii
Lecanicillium evansii är en svampart som beskrevs av Zare & W. Gams 2001. Lecanicillium evansii ingår i släktet Lecanicillium och familjen Cordycipitaceae.   Inga underarter finns listade i Catalogue of Life.